# Fort Zeelandia (Taiwan)

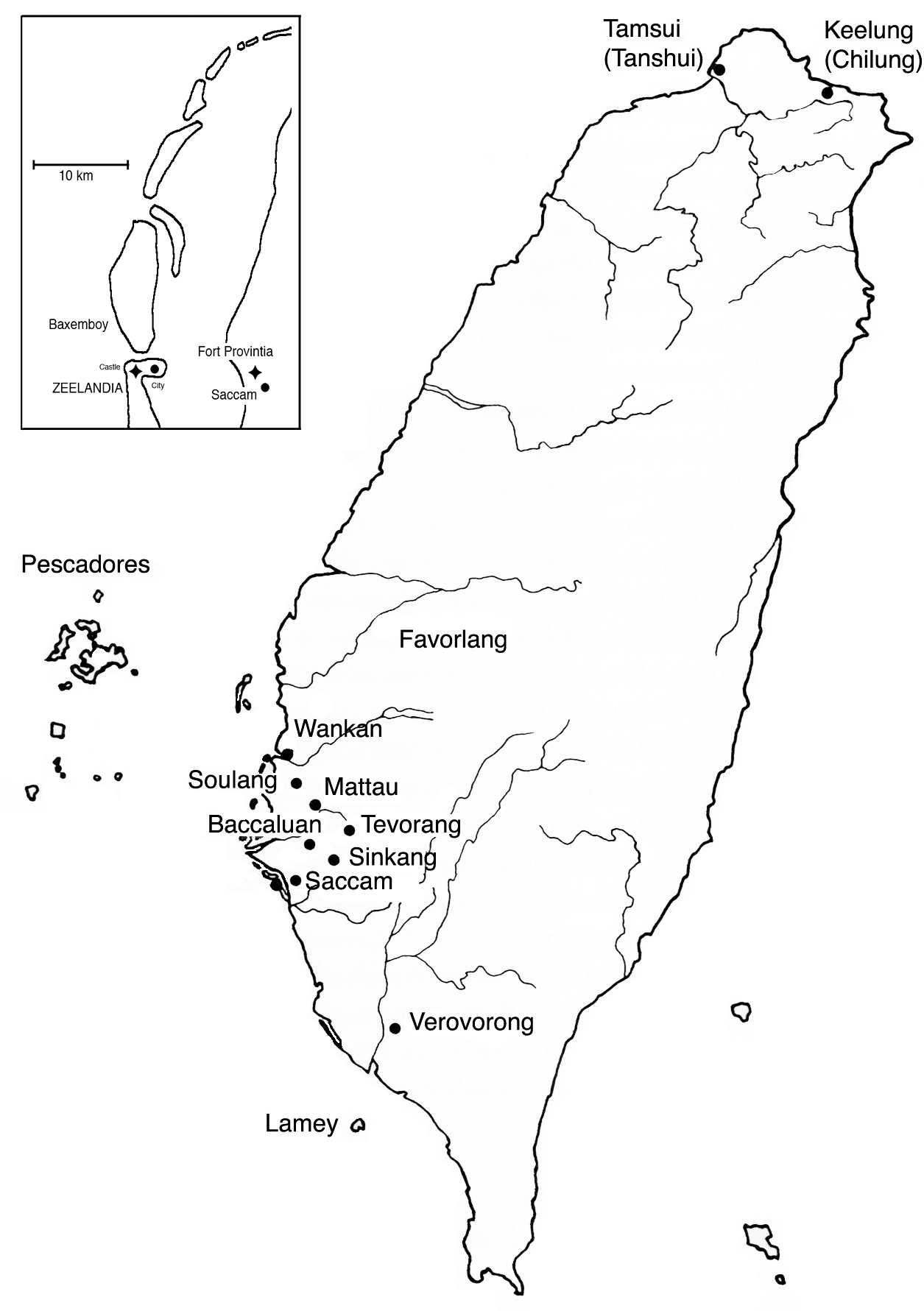
Karte der Ilha Formosa (Taiwan) zu Zeiten der niederländischen Kolonisation (1624–1662)

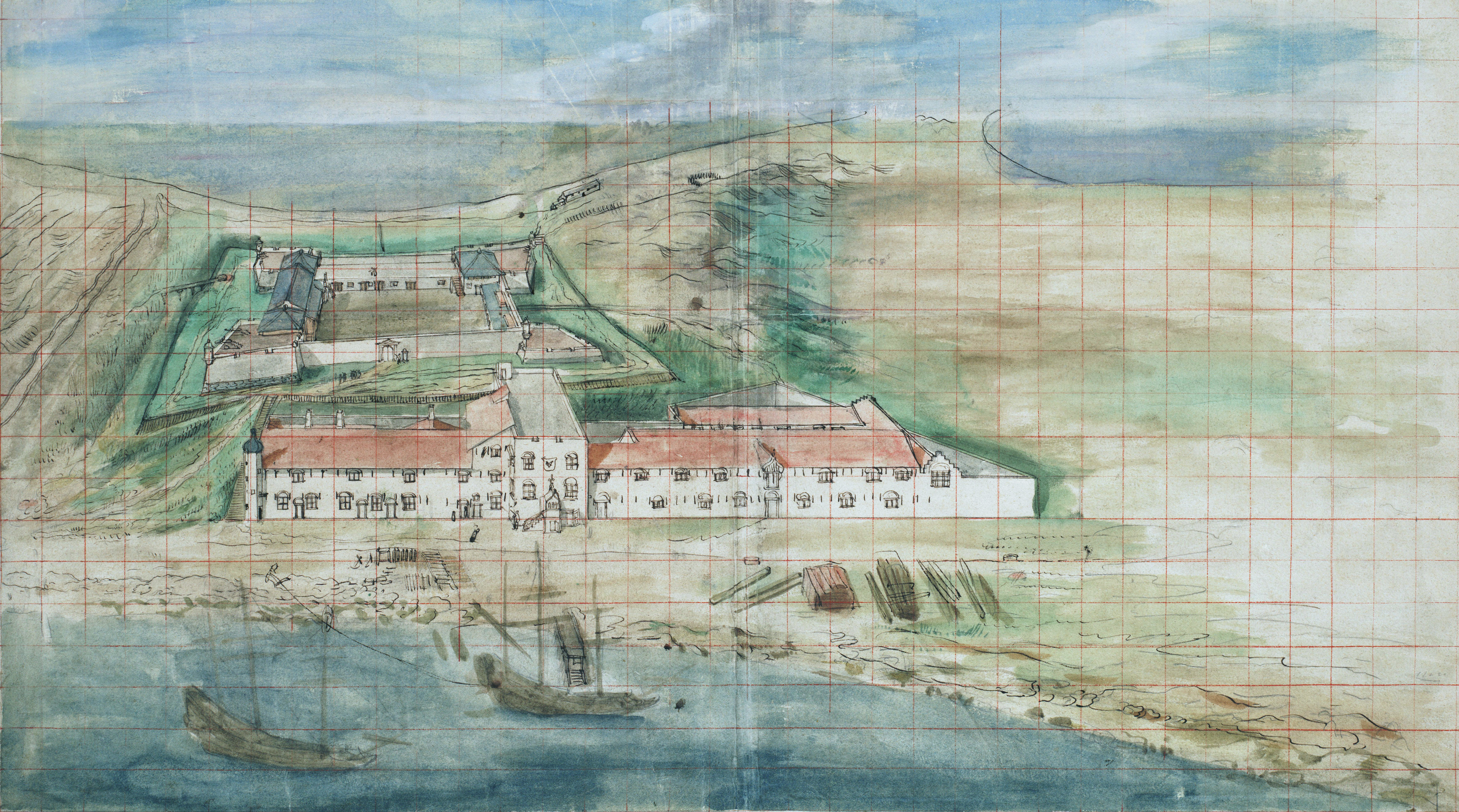
Blick auf das Fort Zeelandia (ca. 1635)

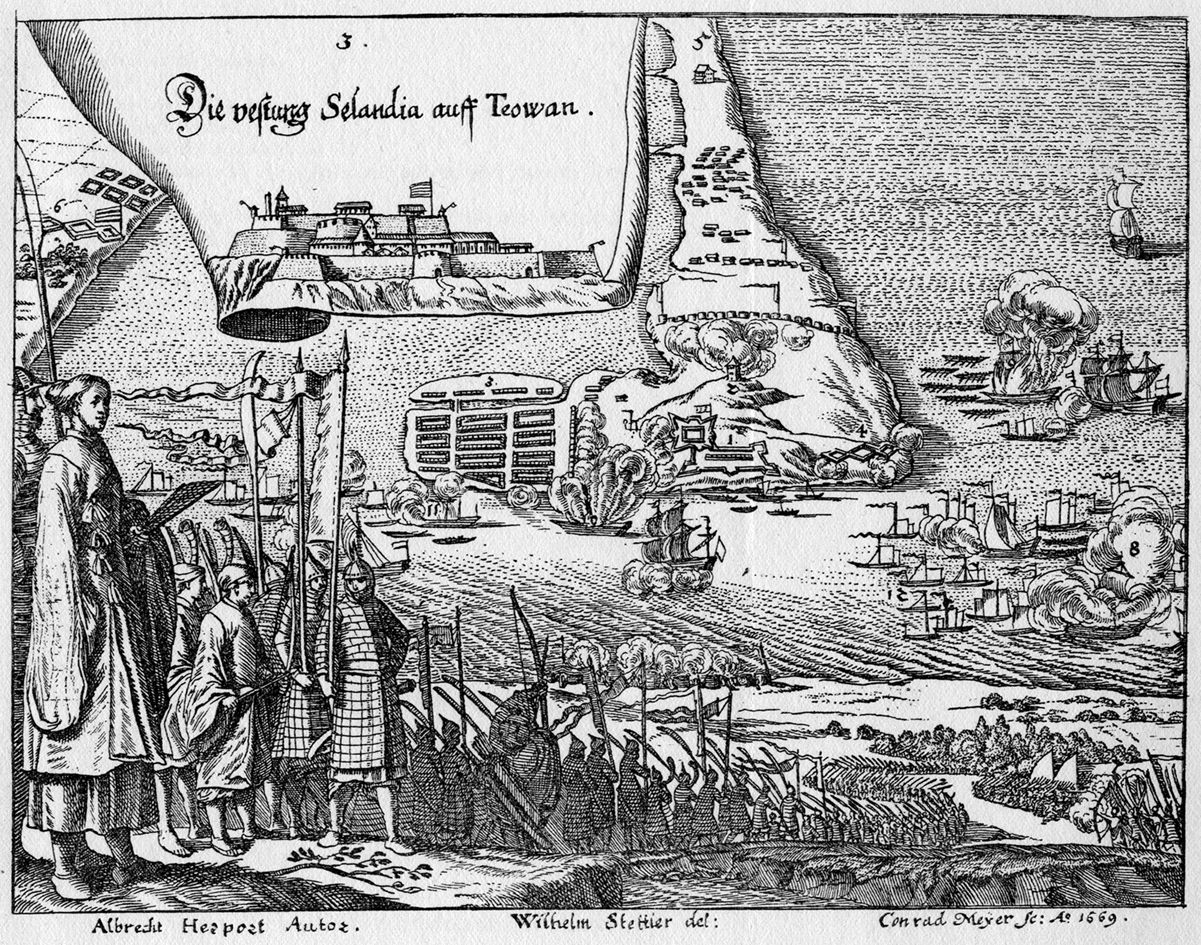
Zeelandia kurz vor der Kapitulation (1662)

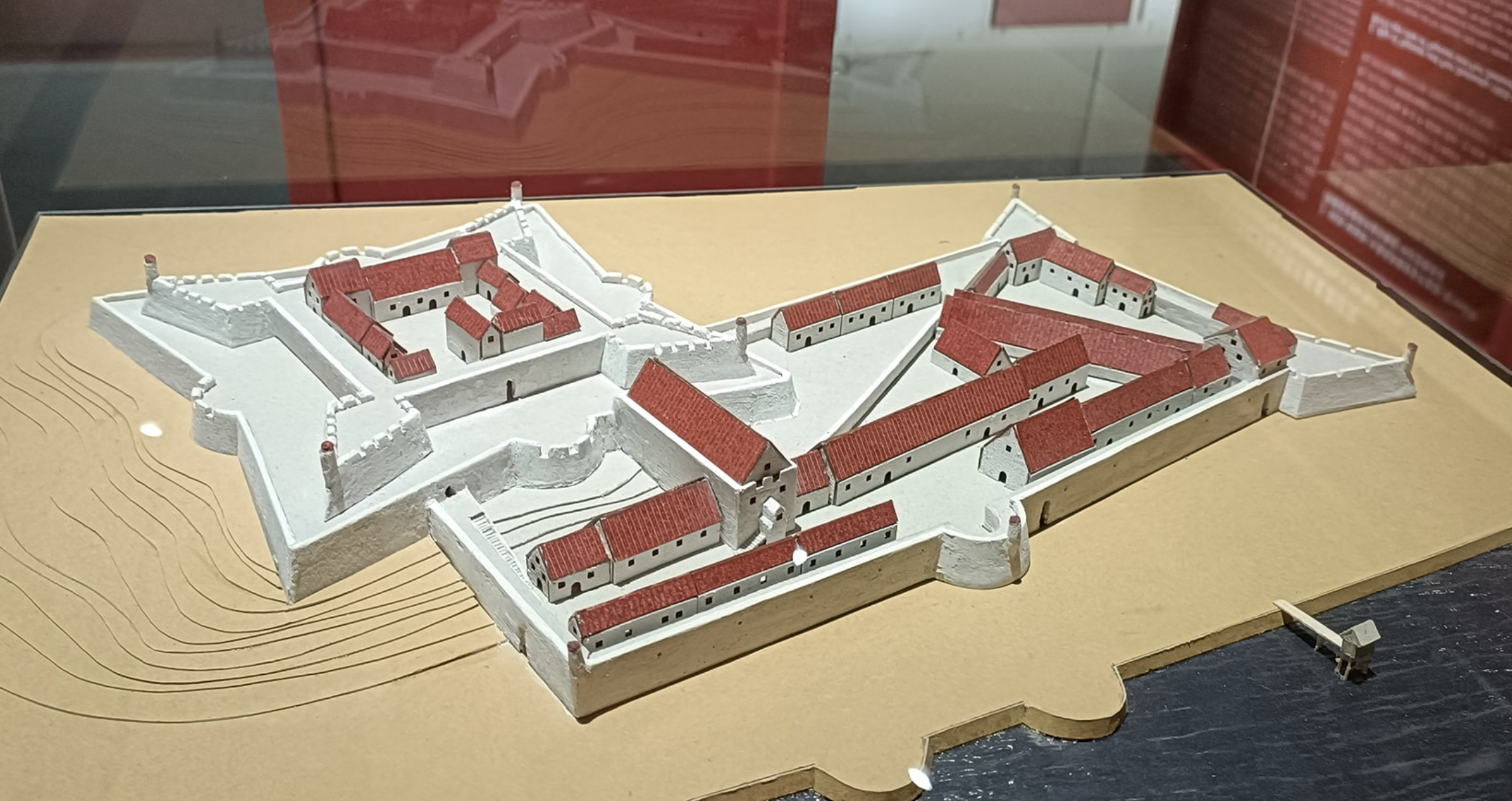
Modell des rekonstruierten Forts Zeelandia

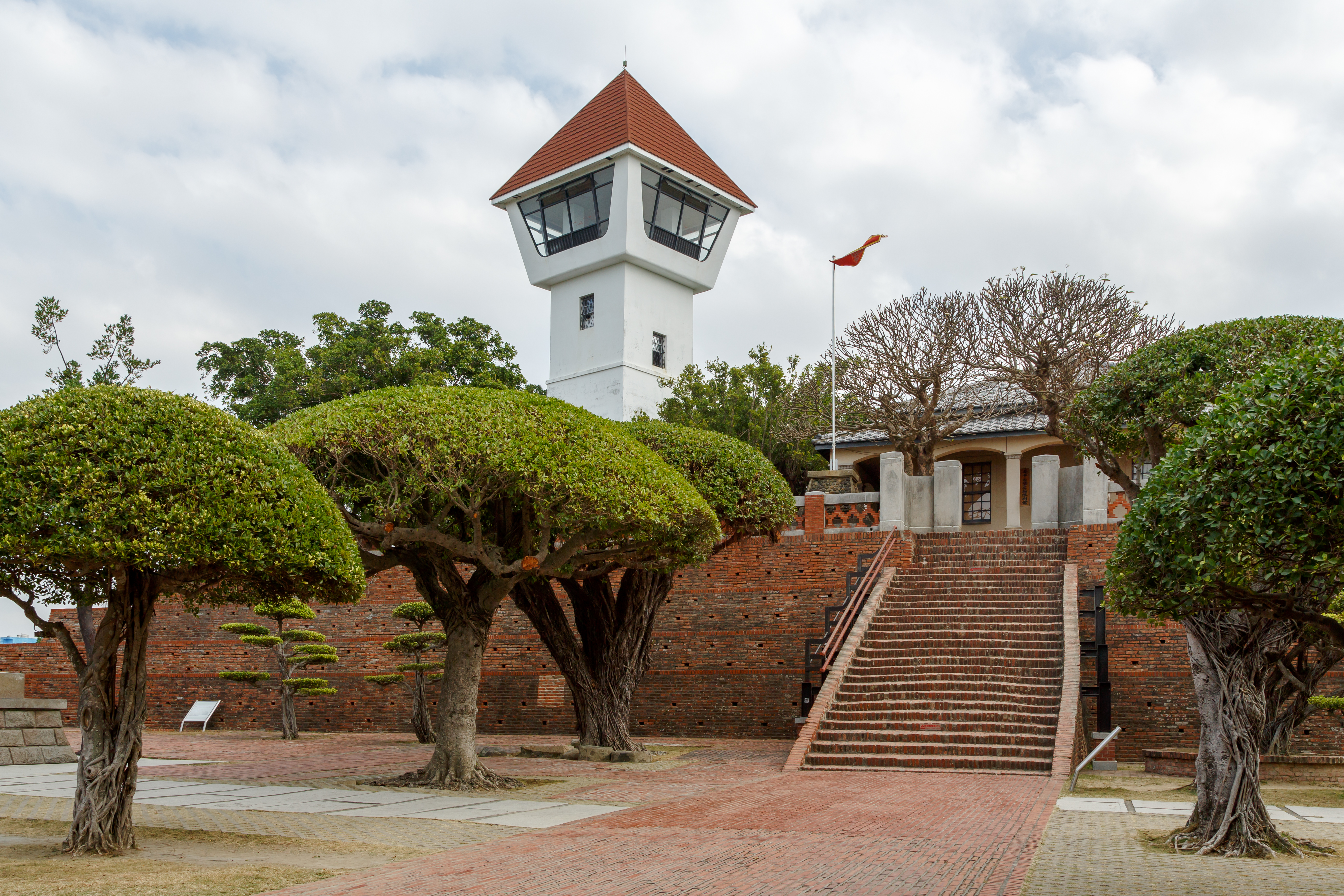
Die Festungsanlagen im Jahr 2015

Fort Zeelandia (chinesisch 熱蘭遮城, Pinyin rèlánzhē chéng, W.-G. Re-lan che-ch'eng) war eine Festung, welche die Niederländische Ostindien-Kompanie (VOC) auf einer Sandbank vor der Insel Formosa (port. Ilha Formosa, heute Taiwan) von 1624 bis 1634 gebaut hatte. Sie war das Machtzentrum Niederländisch-Formosas. Der Ort ist heute infolge von Verlandung mit der Hauptinsel verbunden und gehört zu Anping, einem Bezirk der Großstadt Tainan.

## Geschichte
1622 hatten die Niederländer versucht, sich auf den nahegelegenen Pescadoren-Inseln (chinesisch 澎湖群島, Pinyin Pénghú Qúndǎo, W.-G. P'eng-hu Ch'ün-tao, englisch Pescadores Islands) festzusetzen, doch mussten sie 1624 dem Druck der Ming-Dynastie weichen. „Zeelandia“ hieß das Schiff von Martinus Sonck, dem letzten Kommandanten auf den Pescadoren und ersten Gouverneur Niederländisch-Formosas.
Schon vor dem Rückzug von den Pescadoren hatte der niederländische Kommandant Cornelis Reijersen im Oktober 1623 Elie Ripon nach Formosa (Taiwan) entsandt, um mit der Errichtung eines neuen Stützpunktes zu beginnen. Man wählte eine Sandbank vor der Südwestküste Formosas, von der aus man im Fall einer Belagerung den Zugang zur See und damit nach Batavia aufrechterhalten konnte. Allerdings musste man das Süßwasser vom Land heranbringen. Die Sandbank und die darauf entstehende Siedlung wurde von den Niederländern Teyouan genannt. Dieser in verschiedenen Schreibweisen überlieferte Name entstammt einer indigenen Sprache, aus ihm wurde später "Taiwan" und schließlich die moderne Bezeichnung für die gesamte Hauptinsel.
Zwar konnte man die auf den Pescadoren verwendeten Baumaterialien zum größten Teil für den Bau des Forts retten, doch waren umfangreiche Lieferungen von Ziegelsteinen aus Batavia nötig. Als Mörtel verwendete man eine Mischung aus Sand, Muscheln, Reismörtel und Zucker.
Fort Zeelandia diente als Sitz des Gouverneurs und der Hauptverwaltung. In der Nähe entstand eine Siedlung. Daneben unterhielt man kleinere Stützpunkte in der Region: Fort Provintia, Fort Utrecht und Fort Zeeburgh. Das an der Nordspitze der Insel bei „Keelung“ (chinesisch 雞籠, Pinyin Jīlóng, W.-G. Ji-lung) errichtete Fort Noord-Holland signalisierte die langfristigen Expansionspläne der Kompanie.
Die im chinesischen Reich tobenden Kämpfe zwischen den aus dem Norden vorrückenden Truppen der Mandschu und den Kräften der nach Süden abgedrängten Ming-Dynastie blieben nicht ohne Auswirkung auf Formosa. Am 30. April 1661 begann der chinesische Feldherr Zheng Chenggong (Koxinga), ein Anhänger der Ming, die Belagerung der Festung Zeelandia. In den folgenden neun Monaten starben rund drei Viertel der Verteidiger, Entsatz von Batavia blieb aus und schließlich ging auch das Trinkwasser zur Neige. Am 1. Februar 1662 unterzeichnete Gouverneur Frederick Coyett eine Kapitulationsurkunde, übergab am 9. Februar die Festung mit allen Gütern und erhielt im Gegenzug freies Geleit für seine Soldaten und alle Zivilisten. Damit endete nach 38 Jahren die niederländische Kontrolle über das südwestliche Formosa. Koxinga gründete das die Ming unterstützende Königreich Tungning (chinesisch 東寧王國, Pinyin Dōngníng Wángguó, W.-G. Tungning Wangkuo), das auch Königreich Yanping (chinesisch 延平王朝) genannt wird.
Die Anlagen verfielen rasch. Die Bezeichnungen wechselten in der Folge wiederholt: Fort Orange (niederländisch: Oranje, chinesisch 奧倫治城), Fort Zeelandia (chinesisch 熱蘭遮城), (chinesisch 安平鎮城, Pinyin Ānpíng Jhèn chéng). und schließlich Altes Fort Anping (chinesisch 安平古堡).
Das im Norden gelegene Fort Noord-Holland wurde 1664 von den Holländern erneut besetzt. Zwar gelang es der 300 Mann starken Besatzung zwei Jahre später, einen chinesischen Angriff von 6000 Mann zurückzuschlagen, doch wurde nach und nach deutlich, dass ein Handel im vormaligen Umfang nicht mehr möglich war. Am 18. Oktober 1668 beschloss man daher, Formosa definitiv zu verlassen.

## VOC-Gouverneure von Formosa
| Martinus Sonck                 | 1624–1625 |
| Gerard Frederikszoon de With   | 1625–1627 |
| Pieter Nuyts                   | 1627–1629 |
| Hans Putmans                   | 1629–1636 |
| Johan van der Burg             | 1636–1640 |
| Paulus Traudenius              | 1640–1643 |
| Maximiliaen Le Maire           | 1643–1644 |
| François Caron                 | 1644–1646 |
| Pieter Anthoniszoon Overtwater | 1646–1649 |
| Nicolaas Verburg               | 1649–1653 |
| Cornelis Caesar                | 1653–1656 |
| Frederick Coyett               | 1656–1662 |